# Olympische Sommerspiele 2004/Rudern – Vierer ohne Steuermann
Der Ruderwettbewerb im Vierer ohne Steuermann der Männer bei den Olympischen Spielen 2004 in Athen wurde vom 14. bis zum 21. August 2004 im Schinias Olympic Rowing and Canoeing Centre ausgetragen. 52 Athleten in 13 Booten traten an.
Die Ruderregatta, die über 2000 Meter ausgetragen wurde, begann mit drei Vorläufen mit jeweils fünf oder vier Mannschaften. Die ersten drei Boote zogen ins Halbfinale ein, die restlichen starteten im Hoffnungslauf. Hier konnten sich ebenfalls die ersten drei Boote für das Halbfinale qualifizieren. Das viertplatzierte Boot schied aus dem Wettbewerb aus.
In den beiden Halbfinalläufen qualifizierten sich die ersten drei Boote für das Finale A, die Plätze 4 bis 6 qualifizierten sich für das Finale B. Im A-Finale am 21. August kämpften die besten sechs Boote um olympische Medaillen. 
Die jeweils qualifizierten Ruderer sind hellgrün unterlegt.
Großbritannien konnte den Titel im Vierer ohne Steuermann verteidigen. Allerdings saßen mit Steve Williams und Ed Coode zwei neue Ruderer im Boot, während der große Steven Redgrave nicht mehr mit dabei war. Bei den Weltmeisterschaften 2003 unterlagen die Briten noch den Kanadiern. Im Finale lieferten sich beide Mannschaften einen spannenden Kampf mit wechselnder Führung. Am Ende gewannen die Briten mit 8/100 Sekunden vor den Kanadiern. Italien konnte nach der Silbermedaille in Sydney dieses Mal die Bronzemedaille gewinnen. Allerdings saß im italienischen Vierer ohne Steuermann kein Ruderer, der auch schon in Sydney in dieser Bootsklasse dabei gewesen war. Die deutsche Mannschaft scheiterte im stärker besetzten Halbfinale, mit dem vierten Platz, knapp an der Finalteilnahme. Das B-Finale konnten die Deutschen dann aber mit neuem olympischen Rekord in 5:48,52 Minuten gewinnen und verbesserten damit den Rekord der Briten, der erst im Halbfinale aufgestellt worden war.

## Titelträger
| Olympiasieger | Vereinigtes Königreich Besatzung: James Cracknell, Steven Redgrave, Timothy Foster, Matthew Pinsent | Sydney 2000  |
| Weltmeister   | Kanada Besatzung: Cameron Baerg, Thomas Herschmiller, Jake Wetzel, Barney Williams                  | Mailand 2003 |

## Vorläufe
Samstag, 14. August 2004
- Qualifikationsnormen: Platz 1-3 -> Halbfinale, ab Platz 4 -> Hoffnungslauf

### Vorlauf 1
| Platz | Bahn | Nation     | Athleten                                | Zeit (min) | Qualifikation |
| ----- | ---- | ---------- | --------------------------------------- | ---------- | ------------- |
| 1     | 3    | Kanada     | Baerg, Herschmiller, Wetzel, Williams   | 6:26,38    | Halbfinale    |
| 2     | 2    | Polen      | Godek, Daniszewski, Rozalski, Smoliński | 6:30,72    | Halbfinale    |
| 3     | 1    | Tschechien | Makovička, Schindler, Vitasek, Neffe    | 6:31,23    | Halbfinale    |
| 4     | 4    | Kroatien   | Vučičić, Boraska, Milin, Dragičević     | 6:34,05    | Hoffnungslauf |
| 5     | 5    | Rumänien   | Măstăcan, Corbeanu, Cornea, Munteanu    | 6:40,16    | Hoffnungslauf |

### Vorlauf 2
| Platz | Bahn | Nation             | Athleten                              | Zeit (min) | Qualifikation |
| ----- | ---- | ------------------ | ------------------------------------- | ---------- | ------------- |
| 1     | 3    | Großbritannien     | Williams, Cracknell, Coode, Pinsent   | 6:20,85    | Halbfinale    |
| 2     | 4    | Italien            | Porzio, Dentale, Agamennoni, Leonardo | 6:22,58    | Halbfinale    |
| 3     | 2    | Slowenien          | Pirih, Klemenčič, Sračnjek, Pirih     | 6:25,36    | Halbfinale    |
| 4     | 1    | Vereinigte Staaten | Klugh, Wherley, Schroeder, Moser      | 6:30,01    | Hoffnungslauf |

### Vorlauf 3
| Platz | Bahn | Nation      | Athleten                                      | Zeit (min) | Qualifikation |
| ----- | ---- | ----------- | --------------------------------------------- | ---------- | ------------- |
| 1     | 3    | Australien  | McGowan, Jahrling, Laurich, Dennis            | 6:21,97    | Halbfinale    |
| 2     | 4    | Neuseeland  | Leach, Drysdale, Meyer, Murray                | 6:22,91    | Halbfinale    |
| 3     | 2    | Deutschland | Urban, Thormann, Stüer, Heidicker             | 6:33,14    | Halbfinale    |
| 4     | 1    | Russland    | Matwejew, Wolodenkow, Schigulin, Litwintschew | 6:36,93    | Hoffnungslauf |

## Hoffnungslauf
Dienstag, 17. August 2004
- Qualifikationsnormen: Platz 1-3 -> Halbfinale, ab Platz 4 -> ausgeschieden

| Platz | Bahn | Nation             | Athleten                                      | Zeit (min) | Qualifikation |
| ----- | ---- | ------------------ | --------------------------------------------- | ---------- | ------------- |
| 1     | 1    | Russland           | Matwejew, Wolodenkow, Schigulin, Litwintschew | 5:56,94    | Halbfinale    |
| 2     | 2    | Vereinigte Staaten | Klugh, Wherley, Schroeder, Moser              | 5:58,13    | Halbfinale    |
| 3     | 3    | Kroatien           | Vučičić, Boraska, Milin, Dragičević           | 5:58,48    | Halbfinale    |
| 4     | 4    | Rumänien           | Măstăcan, Corbeanu, Cornea, Munteanu          | 6:00,10    | ausgeschieden |

## Halbfinale
Mittwoch, 18. August 2004
- Qualifikationsnormen: Plätze 1-3 -> Finale A, ab Platz 4 -> Finale B

### Halbfinale A/B 1
| Platz | Bahn | Nation             | Athleten                              | Zeit (min) | Qualifikation |
| ----- | ---- | ------------------ | ------------------------------------- | ---------- | ------------- |
| 1     | 3    | Kanada             | Baerg, Herschmiller, Wetzel, Williams | 5:50,68 OR | Finale A      |
| 2     | 4    | Australien         | McGowan, Jahrling, Laurich, Dennis    | 5:51,81    | Finale A      |
| 3     | 5    | Italien            | Porzio, Dentale, Agamennoni, Leonardo | 5:52,12    | Finale A      |
| 4     | 2    | Deutschland        | Urban, Thormann, Stüer, Heidicker     | 5:54,45    | Finale B      |
| 5     | 6    | Tschechien         | Makovička, Schindler, Vitasek, Neffe  | 5:55,81    | Finale B      |
| 6     | 1    | Vereinigte Staaten | Klugh, Wherley, Schroeder, Moser      | 5:56,78    | Finale B      |

### Halbfinale A/B 2
| Platz | Bahn | Nation         | Athleten                                      | Zeit (min) | Qualifikation |
| ----- | ---- | -------------- | --------------------------------------------- | ---------- | ------------- |
| 1     | 3    | Großbritannien | Williams, Cracknell, Coode, Pinsent           | 5:50,44 OR | Finale A      |
| 2     | 4    | Neuseeland     | Leach, Drysdale, Meyer, Murray                | 5:52,95    | Finale A      |
| 3     | 2    | Polen          | Godek, Daniszewski, Rozalski, Smoliński       | 5:53,32    | Finale A      |
| 4     | 5    | Slowenien      | Pirih, Klemenčič, Sračnjek, Pirih             | 5:55,53    | Finale B      |
| 5     | 1    | Russland       | Matwejew, Wolodenkow, Schigulin, Litwintschew | 6:02,26    | Finale B      |
| 6     | 6    | Kroatien       | Vučičić, Boraska, Milin, Dragičević           | 6:05,54    | Finale B      |

## Finale

### A-Finale
Samstag, 21. August 2004, 10:30 Uhr MESZ

Anmerkung: zur Ermittlung der Plätze 1 bis 6
| Platz | Bahn | Nation         | Athleten                                | Zeit (min) |
| ----- | ---- | -------------- | --------------------------------------- | ---------- |
| 1     | 3    | Großbritannien | Williams, Cracknell, Coode, Pinsent     | 6:06,98    |
| 2     | 4    | Kanada         | Baerg, Herschmiller, Wetzel, Williams   | 6:07,06    |
| 3     | 1    | Italien        | Porzio, Dentale, Agamennoni, Leonardo   | 6:10,41    |
| 4     | 2    | Australien     | McGowan, Jahrling, Laurich, Dennis      | 6:13,06    |
| 5     | 5    | Neuseeland     | Leach, Drysdale, Meyer, Murray          | 6:15,47    |
| 6     | 6    | Polen          | Godek, Daniszewski, Rozalski, Smoliński | 6:22,43    |

### B-Finale
Donnerstag, 19. August 2004, 11:10 Uhr MESZ

Anmerkung: zur Ermittlung der Plätze 7 bis 12
| Platz | Bahn | Nation             | Athleten                                      | Zeit (min) |
| ----- | ---- | ------------------ | --------------------------------------------- | ---------- |
| 7     | 4    | Deutschland        | Urban, Thormann, Stüer, Heidicker             | 5:48,52 OR |
| 8     | 5    | Tschechien         | Makovička, Schindler, Vitasek, Neffe          | 5:49,99    |
| 9     | 3    | Slowenien          | Pirih, Klemenčič, Sračnjek, Pirih             | 5:50,59    |
| 10    | 6    | Vereinigte Staaten | Klugh, Wherley, Schroeder, Moser              | 5:52,55    |
| 11    | 2    | Russland           | Matwejew, Wolodenkow, Schigulin, Litwintschew | 5:53,58    |
| 12    | 1    | Kroatien           | Vučičić, Boraska, Milin, Dragičević           | 5:57,36    |

### Weiteres Klassement ohne Finals
| Platz | Nation   | Athleten                             | Zeit (min) |
| ----- | -------- | ------------------------------------ | ---------- |
| 13    | Rumänien | Măstăcan, Corbeanu, Cornea, Munteanu | –          |